# 車山神社
車山神社（くるまやまじんじゃ）は、長野県茅野市北山、車山山頂（標高1,925メートル）にある神社。

## 祭神
公式ウェブサイトによると、以下の2柱を主祭神としている。
- 大山津見神
- 建御名方神

現地案内板には、八坂刀売神も合祀されているとある。

## 歴史
昭和初期、霧ヶ峰のガボッチョにおいてスキー場が整備された際、茅野市北大塩区が建立し大山津見神を祀った「スキー神社」を前身とする。その後、車山高原の開発とともに現地に遷宮され、諏訪神社の神々である建御名方神・八坂刀売神と合祀された。霧ヶ峰の最高峰たる車山の山頂（標高1,925メートル）に鎮座し、社殿は風雪を伴う厳しい自然環境に耐える石造となっている。
2019年（令和元年）冬、絵馬の発売を開始し、境内に絵馬掛け台を設置した。

## 祭事
- 山開き祭 - 春に行われる開山祭[5]。
- 車山御柱祭 - 諏訪大社の御柱祭と同年に行われる小宮祭[6]。山から切り出した木を里に曳き降ろす他社とは異なり、山頂の社殿まで曳き上げる点が当社独特である。4本の柱のうち、人力で曳くのは1本（一之御柱）のみ[注 1]。当日は神職を先頭に、ラッパを鳴らしながら参加者一同300メートル下の中腹から曳き上げる。柱を建てたら、神職の最敬礼とともに、参加者一同万歳を行う[注 2]。観光開発とともに生まれた、歴史の新しい御柱祭である。殊に最も標高の高い地点で行われる御柱祭でもある[8]。
- 冬の山開き祭 - 冬の車山高原スキー場開場に際して行われる安全祈願祭[9]。
- 車山火祭り - 灯火によって迷い人を導いたという、当地に伝わる天狗伝説[要検証 – ノート]を由来とする火祭り[10]。

## 交通アクセス
車山高原リフトにて車山山頂下車。

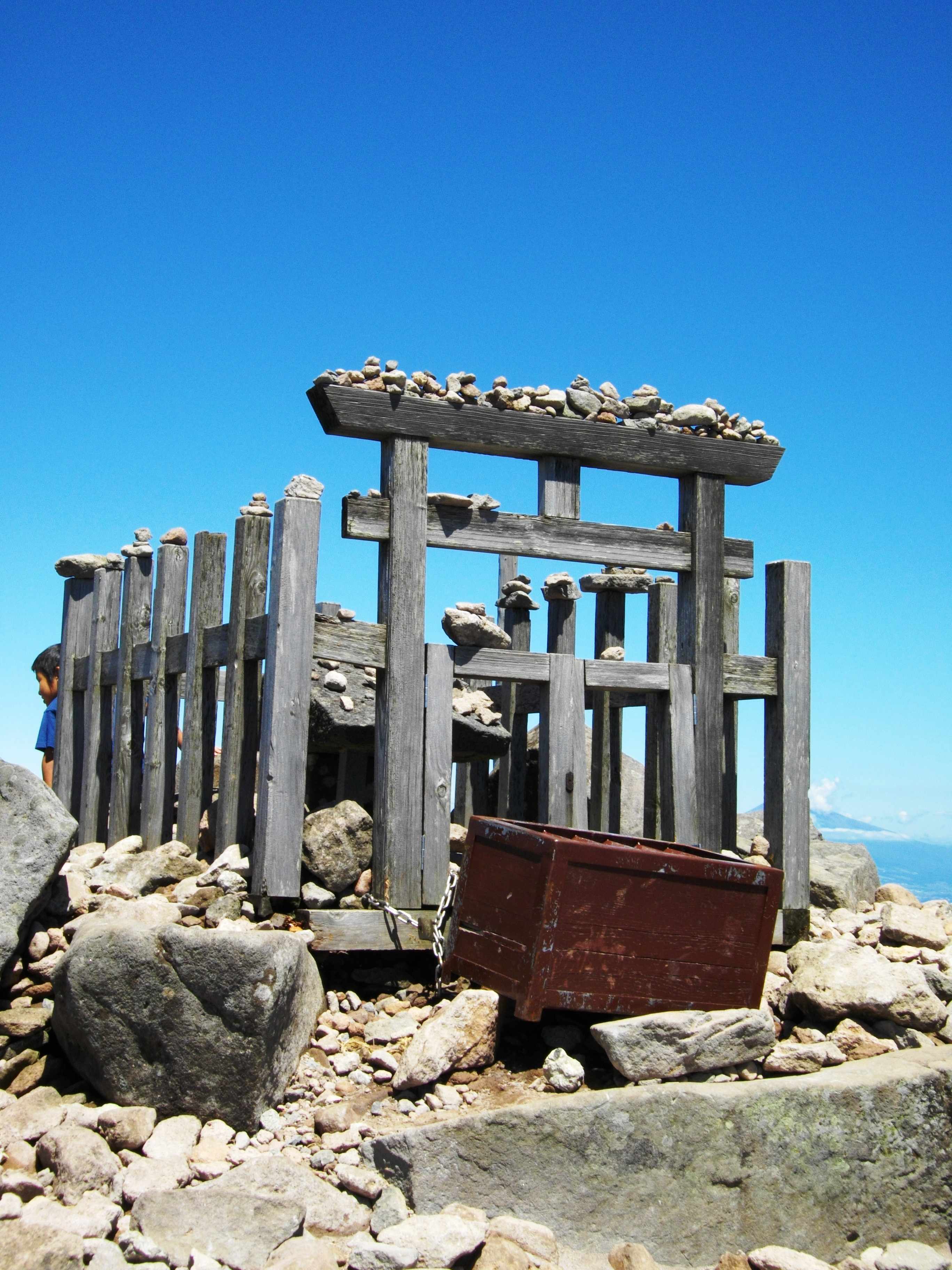
社殿（2009年8月）
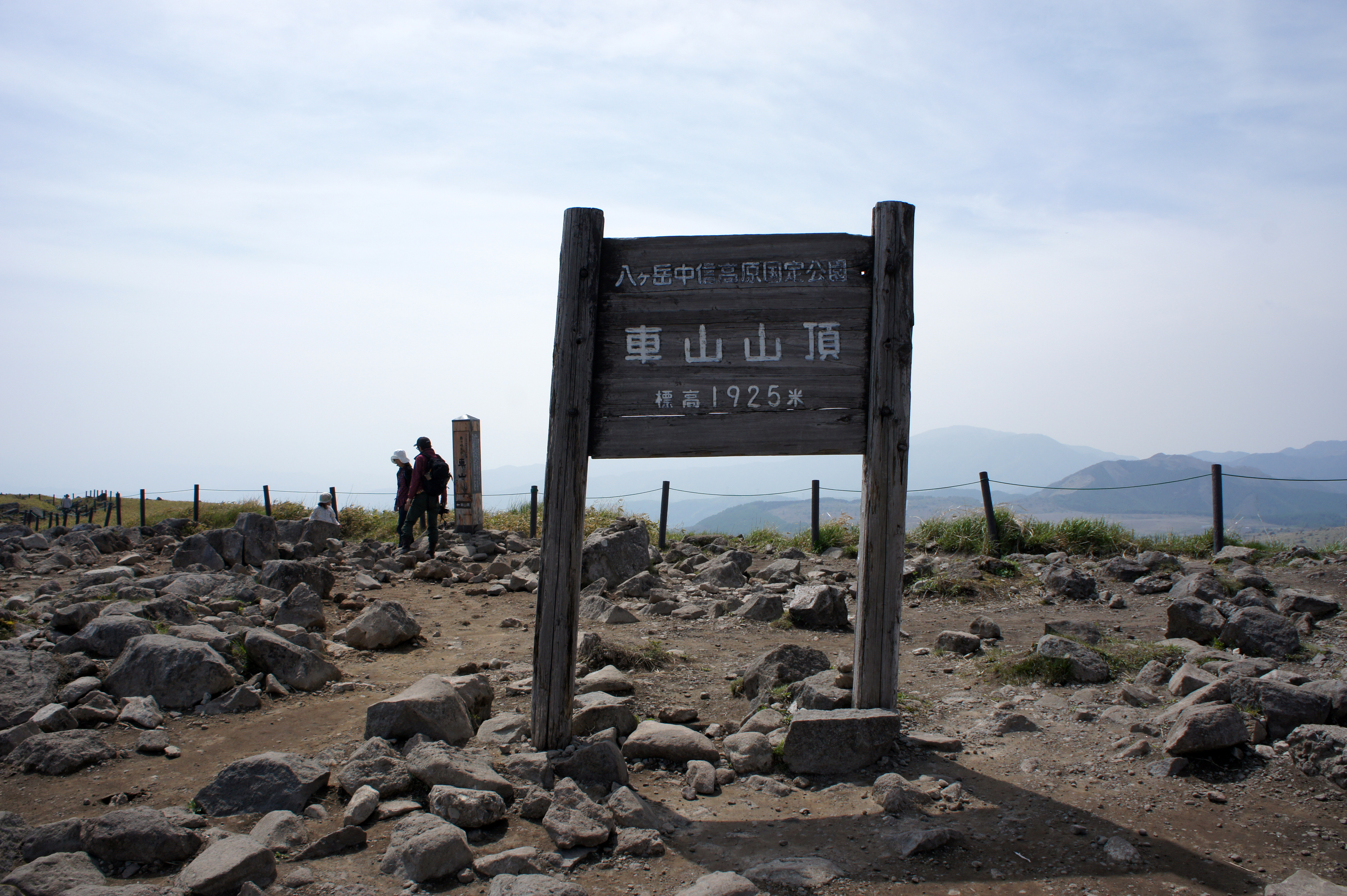
車山山頂（2011年6月）
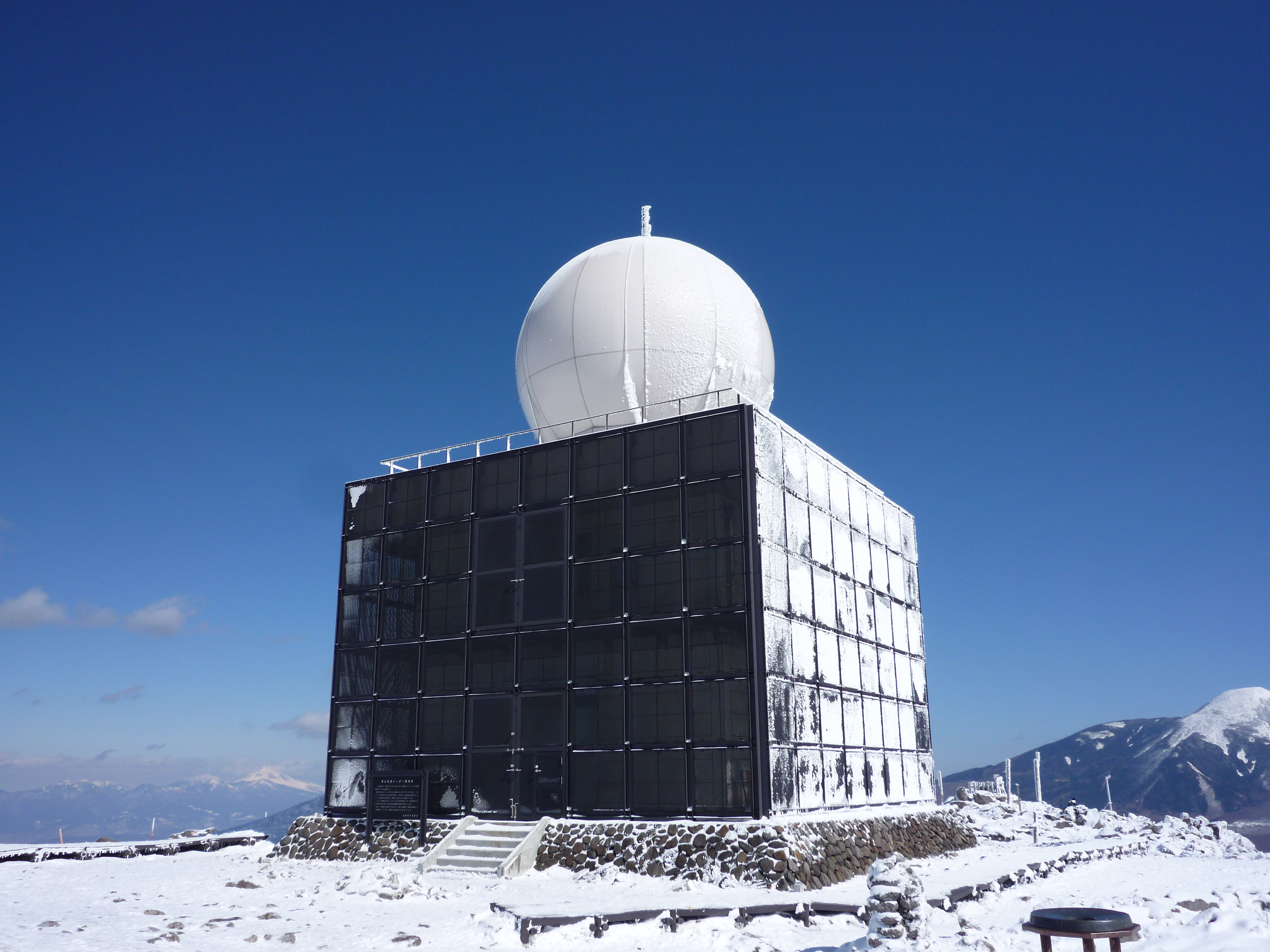
隣接する車山気象レーダー観測所（2010年1月）
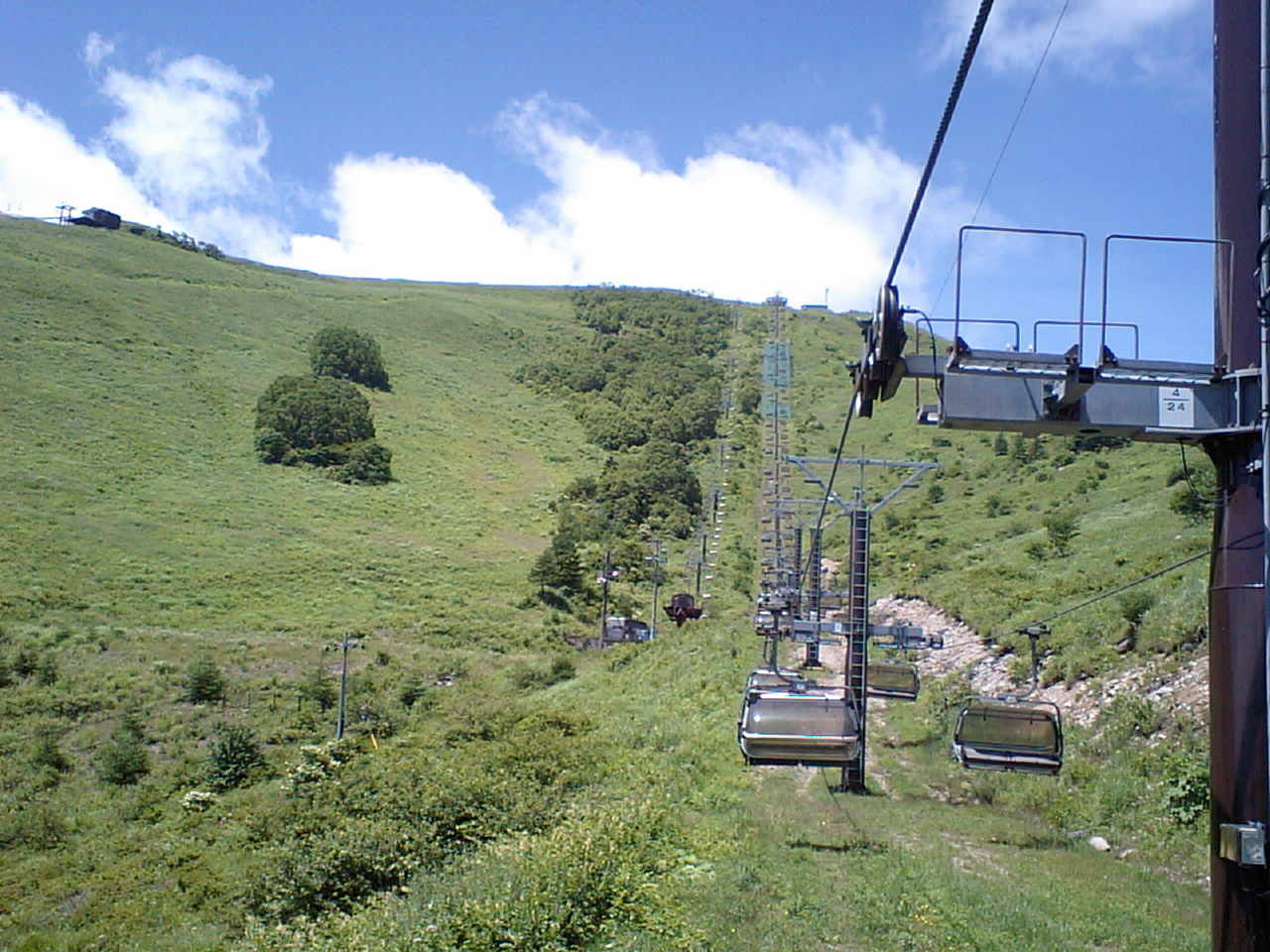
車山高原リフト（2008年7月）